# نامه‌های لاچیش
نامه‌های لاچیش (انگلیسی: Lachish letters) مجموعه نامه‌هایی هستند که با جوهر کربنی حاوی کتیبه‌های کنعانی و آرامی به زبان عبری باستان هستند که بر روی خاک رس استراکون نوشته شده‌اند. این نامه‌ها در حفاری‌های تل لاچیش (Tell ed-Duweir) کشف شد.